# Драган Тарлаћ
Драган Тарлаћ (Нови Сад, 9. мај 1973) бивши је српски кошаркаш. Играо је на позицији центра.

## Биографија
Породица Тарлаћ је из Риђице док је Драган одрастао у Сомбору, где је завршио основну школу. На иницијативу професора почео је да тренира рукомет. Како је био висок, када му је било 13 година, тренер КК Апатин из оближњег места га је приметио и убедио га да почне да тренира кошарку. Тадашњи тренер Војводине Душан Ивковић га је следеће године одвео у Нови Сад. У Војводини је остао две године, након чега је прешао у Црвену звезду. Две године у Црвеној звезди су биле довољне да Олимпијакос примети његов таленат и понуди му да пређе у Пиреј. Чикаго булси су га одабрали на НБА драфту 1995. као 31. пика. Са Олимпијакосом Тарлаћ је освојио Евролигу 1997.
Тарлаћ и неколицина играча из Србије, као што су Предраг Стојаковић и Милан Гуровић су имали двојно српско-грчко држављанство и Кошаркашки савез Грчке је правио проблеме када је у питању била репрезентација Југославије. Тарлаћ, Стојаковић и Гуровић су добили дозволу од ФИБЕ да играју за Југославију на Европском првенству 1999., на ком је Југославија заузела треће место.
Након Европског првенства, Тарлаћ је напустио Олимпијакос и отишао у НБА. Његова каријера у Чикаго булсима није била претерано успешна, па се након Европског првенства 2001. вратио у Европу и потписао за шпански Реал Мадрид. Следеће две сезоне је провео у Мадриду, пре него што је окончао каријеру у московском ЦСКА 2004.

## Успеси

### Клупски
- Олимпијакос:
  - Евролига (1): 1996/97.
  - Првенство Грчке (5):  1992/93, 1993/94, 1994/95, 1995/96, 1996/97.
  - Куп Грчке (2): 1994, 1997.

- ЦСКА Москва :
  - Првенство Русије (1):  2003/04.

### Репрезентативни
- Европско првенство:  1999.
- Европско првенство:  2001.